# Uriondo (gemeente)
Uriondo, vroeger Concepción, is een gemeente (municipio) in de Boliviaanse provincie José María Avilés in het departement Tarija. De gemeente telt naar schatting 15.597 inwoners (2018). De hoofdplaats is Uriondo.

## Indeling
De gemeente bestaat uit de volgende kantons:
- Kanton Chocloca (centrale plaats: Chocloca)
- Kanton Juntas (centrale plaats: Juntas)
- Kanton Uriondo (centrale plaats: Valle de Concepción)

De volgende plaatsen zijn gelegen in de gemeente:
- Valle de Concepción 1722 inw. – Calamuchita 1228 inw. – La Compañía 639 inw. – Muturayo 591 inw. – Chocloca 247 inw. – Juntas 237 inw.